# Clermont (Ariège)

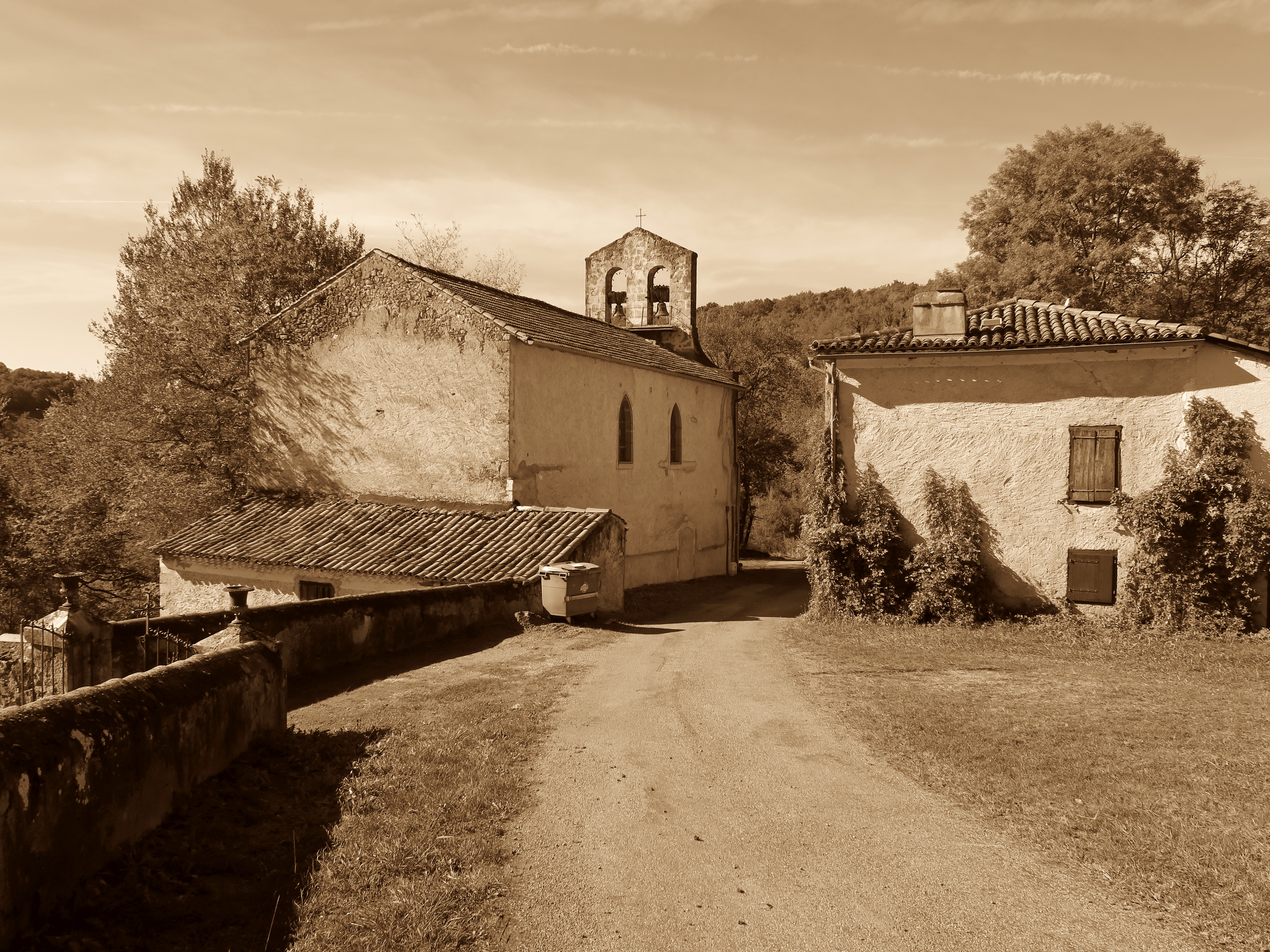
Die Kirche von Clermont

Clermont (okzitanisch Clarmont) ist eine französische Gemeinde mit 118 Einwohnern (Stand 1. Januar 2022) im Département Ariège (Arièja) in der Region Okzitanien. Sie gehört zum Kanton Couserans Est und zum Arrondissement Saint-Girons.
Nachbargemeinden sind Camarade im Norden, Le Mas-d'Azil im Nordosten, Montseron im Südosten, Rimont im Süden und Lescure im Westen.

## Bevölkerungsentwicklung
| Jahr      | 1962 | 1968 | 1975 | 1982 | 1990 | 1999 | 2008 | 2015 |
| --------- | ---- | ---- | ---- | ---- | ---- | ---- | ---- | ---- |
| Einwohner | 124  | 102  | 92   | 90   | 82   | 101  | 86   | 111  |